# Тиуанако (культура)

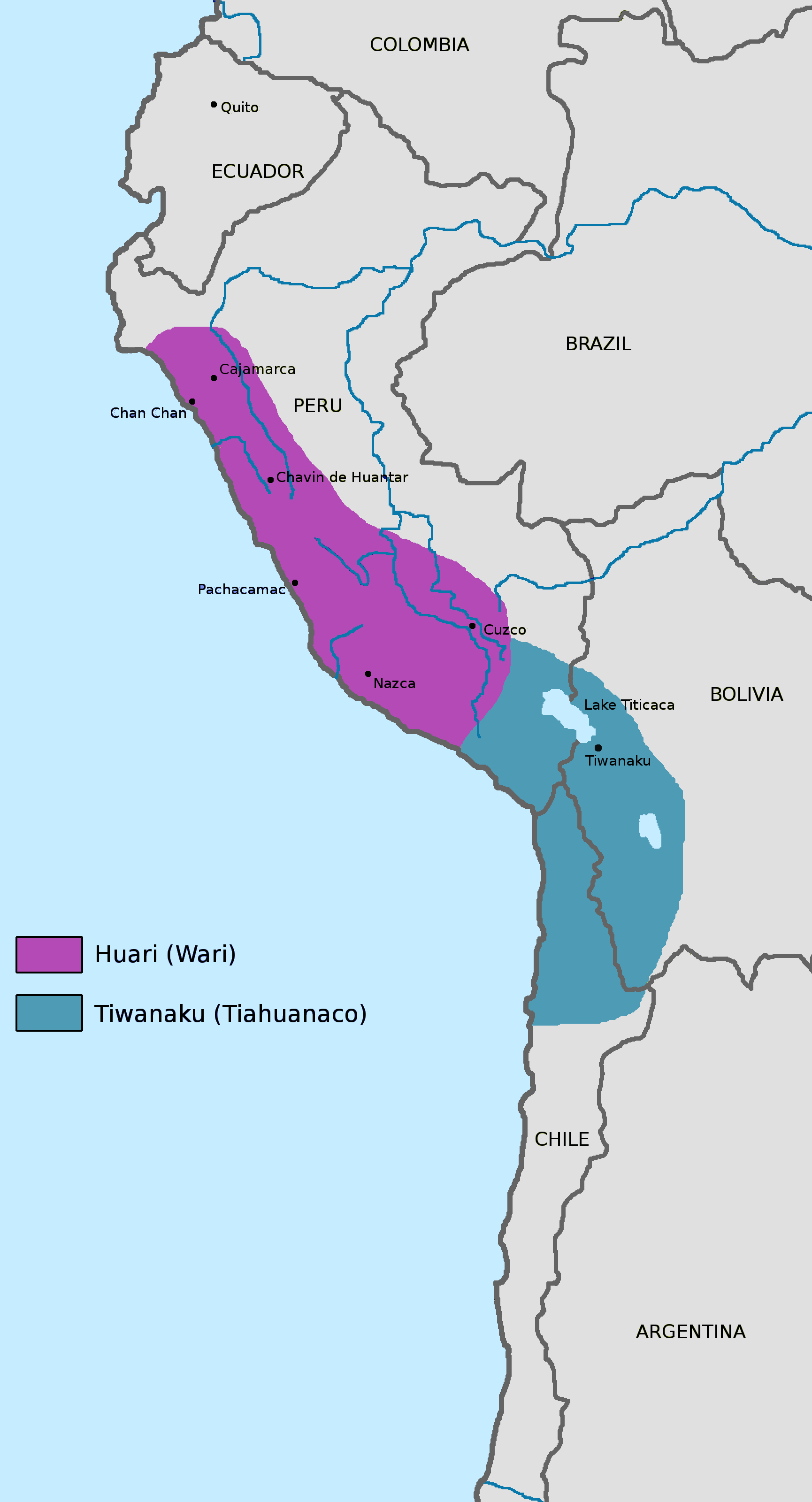
Территория Пукина и Уари

Тиуанако (айм. Tiwanaku, исп. Tiahuanaco) — доиспанская индейская культура с центром в городе Тиуанако, в 15 км южнее озера Титикака. Находится на территории современной Боливии.
Иногда оценивается как одна из первых империй в Андах. Для обозначения цивилизации государства Пукина, центром которой служил город Тиуанако, используется это же слово.

## История
Выделяют четыре периода цивилизации Тиуанако:
- Формирование: 1600 до н. э. — 800 до н. э.
- Догородской: 800 до н. э. — 45 н. э.
- Классический: 45 — 700 н. э.
- Имперский: 700—1180 н. э.

Государство Пукина в период своего расцвета (700—900 н. э.) занимало значительную часть Андского нагорья и распространялось до побережья Тихого океана. В подвластных районах были колонии. На этой территории находятся части нескольких современных государств: нагорный запад Боливии, юг Перу, север Чили и северо-запад Аргентины. Торговые и культурные связи Тиуанако распространялись на бо́льшую часть Южной Америки. Жители Тиуанако построили грандиозную систему ирригационных сооружений в районе озера Титикака.
В основе экономики Тиуанако были комплексы «приподнятых полей» (кукуруза, киноа, клубнеплоды), а также разведение ламы, альпака, озёрное рыболовство и собирательство.
Коллапс государства Тиуанако ок. 1000—1100/1150 годов связан с аридизацией климата.
Продолжением культуры Тиуанако была культура Мольо, весьма сходная по артефактам, однако не создававшая пирамид.

## Язык
Часто утверждается, что язык цивилизации Тиуанако неизвестен, а его название не сохранилось. Однако в древности город Тиуанако являлся ранней столицей этой мощной андской державы, и в ней был распространён одноимённый язык пукина (вымерший к настоящему времени) . Современное же название Тиуанако — это искажённое центральный камень на языке аймара (колья).

## Этническая принадлежность
Языком культур Тиуанако и Мольо скорее всего был язык пукина, носители которого в XVIII веке перешли на кечуа и испанский языки. Во времена существования империи инков её правители между собой разговаривали не на кечуа, на котором говорило население империи, а на тайном языке «капак сими» (также сближаемым с пукина).